# St. Louis Jimmy Oden
James Burke „St. Louis Jimmy“ Oden (* 26. Juni 1903 in Nashville (Tennessee); † 30. Dezember 1977 in Chicago) war ein US-amerikanischer Blues-Pianist, Sänger, Songwriter und Produzent.
James Burke Oden stammte aus Nashville, Tennessee; er sang und spielte bereits in seiner Kindheit autodidaktisch Klavier. In seinen Jugendjahren ging er 1917 nach St. Louis, Missouri, wo er begann, mit dem Pianisten Roosevelt Sykes aufzutreten. Nach über zehn Jahren, die er im Raum St. Louis arbeitete, zog er 1933 mit Sykes nach Chicago.
In Chicago wurde er als „St. Louis Jimmy“ bekannt, wo er in den nächsten vier Jahrzehnten hauptsächlich lebte. Von dort ging Oden mit einer Gruppe von Bluesmusikern auf Tourneen durch die Vereinigten Staaten. Ab 1941 nahm er eine Reihe von Stücken für Bluebird Records auf („Goin' Down Slow“). Oden schrieb auch eine Anzahl von Songs, davon wurden „Take the Bitter with the Sweet“ und „Soon Forgotten“ von seinem Freund Muddy Waters eingespielt.
1948 nahm er für Aristocrat Records „Florida Hurricane“ auf, bei dem er von dem Pianisten Sunnyland Slim und dem Gitarristen Muddy Waters begleitet wurde. 1947 gründete Oden mit seinem Geschäftspartner Joe Brown das kleine und kurzlebige Label Opera, aus dem dann 1949 J.O.B. Records hervorging. Bei der ersten J.O.B.-Session entstand seine Komposition „Mother's Day“. Schon nach einem Jahr beendete Oden seine Tätigkeit für das Unternehmen, das noch bis 1974 bestand.

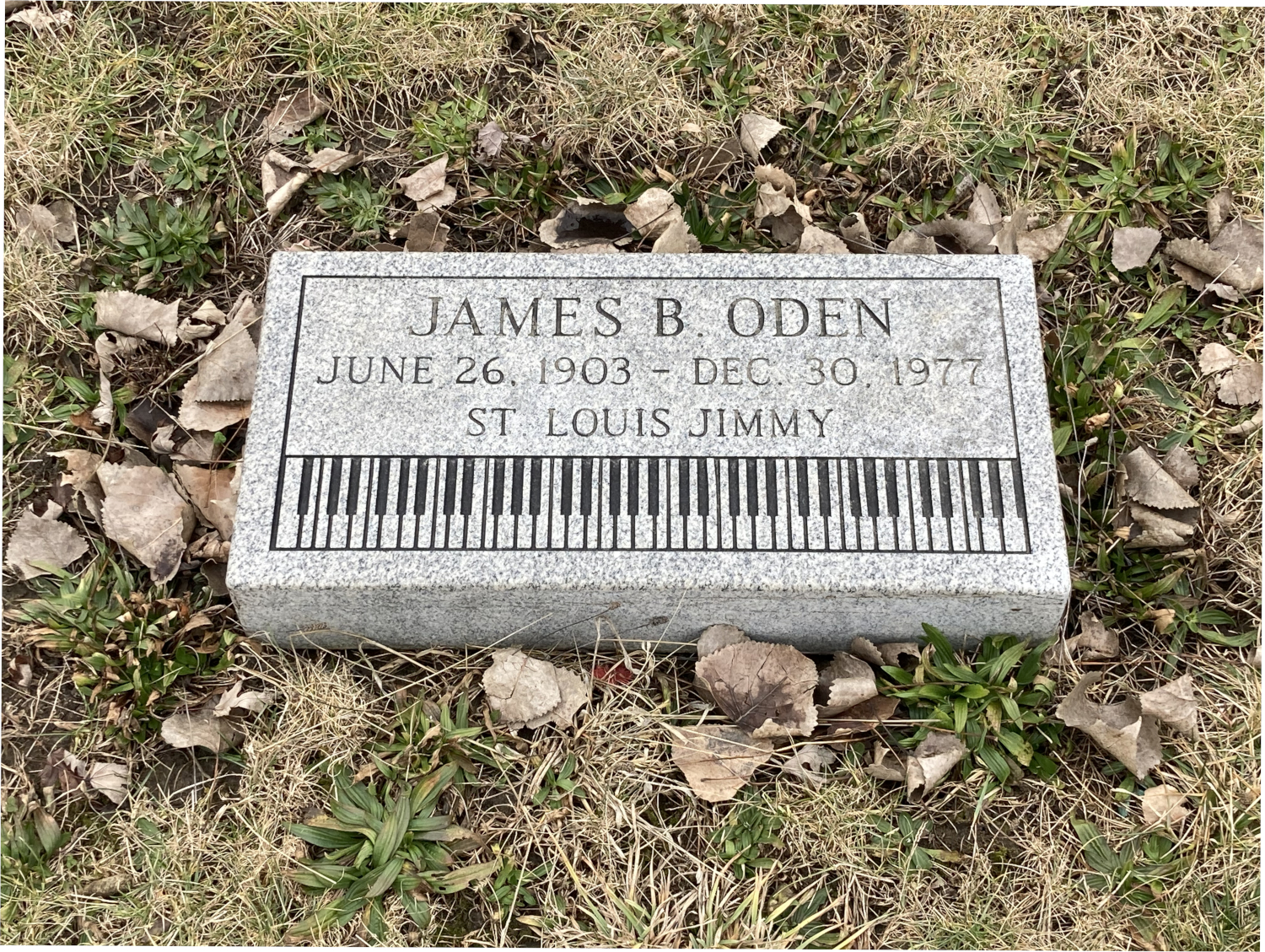
Grab von James Oden

Nach einem schweren Verkehrsunfall 1957 beschränkte er sich auf eine Tätigkeit als Songwriter u. a. für Muddy Waters, Howlin’ Wolf („What a Woman!“) und John Lee Hooker. 1960 nahm er für das Prestige-Sublabel Bluesville Records ein Album auf (Goin' Down Slow), an dem der Pianist Robert Banks mitwirkte, und wirkte als Sänger auf einer Session für Candid Records mit Robert Lockwood, Jr. und Otis Spann mit. Oden starb 1977 an einer Lungenentzündung, und liegt auf dem Burr Oak Cemetery and Restvale Cemetery in Alsip (Illinois) bei Chicago begraben.

## Diskographische Hinweise
- Complete Works, Vol. 1 (Document, 1932/33)
- Complete Works, Vol. 2 (Document, 1932–1955)
- 1932-1948 (Story of the Blues)
- Goin' Down Slow (Prestige Records, 1960)
- With Muddy Waters (Peter Pan)